# Pohanská (hradiště)
Pohanská je mohutné hradiště na stejnojmenném vrchu v nadmořské výšce 495 metrů nad obcí Plavecké Podhradie ve výběžku Malých Karpat v okrese Malacky. Hradiště a jeho okolí je součástí národní přírodní rezervace Pohanská
Lokalita zahrnuje archeologické naleziště, keltské opevněné sídliště, sídliště z pozdní doby bronzové i z římské doby, hradiště velatické a podolské kultury. Dodnes jsou patrné stopy sídelních jam a valů.
Přístup z obce Plavecké Podhradie vede po modře značené turistické trase vedoucí na Plavecký hrad, ze které odbočuje neznačená stezka na vrchol. Souběžně vede i naučná stezka Plavecký kras.